# One man show
One man show è un programma televisivo di Rai 2. Il programma trasmette in prima serata la registrazione di una serata di uno spettacolo comico.

## Spettacoli trasmessi
| Artista           | Titolo puntata            | Teatro                          | Data messa in onda | Spettatori | Share |
| ----------------- | ------------------------- | ------------------------------- | ------------------ | ---------- | ----- |
| Teresa Mannino    | Terrybilimente divagante  | Teatro Nuovo di Milano          | 10 aprile 2012     | 2.273.000  | 7,79% |
| Ale e Franz       | Aria precaria             | Teatro Colosseo di Torino       | 17 aprile 2012     | 1.643.000  | 6,11% |
| Lillo & Greg      | Sketch & Soda             | Teatro Traiano di Civitavecchia | 24 aprile 2012     | 690.000    | 2,51% |
| Enrico Bertolino  | Passata è la tempesta?    | Teatro Colosseo di Torino       | 16 luglio 2012     | 1.722.000  | 8,42% |
| Max Giusti        | 100% Comico               | Teatro Mancinelli di Orvieto    | 23 luglio 2012     | 1.342.000  | 6,48% |
| Maurizio Battista | Il mio secondo matrimonio | Teatro Sistina di Roma          | 2 gennaio 2013     | 2.029.000  | 7,17% |